# Campeonato Mundial de Hóquei no Gelo de 2009
A edição de 2009 do Campeonato Mundial de Hóquei no Gelo foi disputada com o mesmo formato dos torneios anteriores. A elite jogou na Suíça pela décima vez na história.

## Elite
O campeonato compreende as dezesseis principais nações do hóquei mundial. Depois de ficar fora da divisão principal por 70 anos a Hungria foi promovido apenas para ser rebaixado novamente para a competição de 2010.
Classificação Final
1. Rússia
2. Canadá
3. Suécia
4. Estados Unidos
5. Finlândia
6. República Tcheca
7. Letônia
8. Bielorrússia
9. Suíça
10. Eslováquia
11. Noruega
12. França
13. Dinamarca
14. Áustria - rebaixada para primeira Divisão de 2010
15. Alemanha - Anfitriã do mundial de 2010, portanto, isenta de rebaixamento
16. Hungria - rebaixada para primeira Divisão de 2010

## Primeira Divisão
Doze equipes compuseram a primeira Divisão. Estes foram divididos em dois grupos, com o vencedor de cada grupo sendo promovido para a Elite, e o último sendo rebaixado para a segunda divisão.
Grupo A
1. Cazaquistão - promovido para a Elite
2. Eslovênia
3. Japão
4. Lituânia
5. Croácia
6. Austrália - rebaixada para a segunda divisão

Grupo B
1. Itália - promovida para a Elite
2. Ucrânia
3. Reino Unido
4. Polônia
5. Países Baixos
6. Romênia - rebaixada para a segunda divisão

## Segunda Divisão
Doze equipes compuseram a segunda Divisão. Estes foram divididos em dois grupos, com o vencedor de cada grupo sendo promovido para a primeira divisão, e o último sendo rebaixado para a terceira.

Grupo A
1. Sérvia - promovida para a primeira divisão
2. Estônia
3. China
4. Islândia
5. Israel
6. Coreia do Norte - rebaixada para a terceira divisão

Grupo B
1. Coreia do Sul - promovida para a primeira divisão
2. Bélgica
3. Espanha
4. Bulgária
5. México
6. África do Sul - rebaixada para a terceira divisão

## Terceira Divisão
A Terceira Divisão foi composta por seis equipes. Jogando todas contra todas, com as duas primeiras sendo promovidas à segunda Divisão.
Classificação Final
1. Nova Zelândia - promovida para a segunda divisão
2. Turquia - promovida para a segunda divisão
3. Luxemburgo
4. Grécia
5. Irlanda
6. Mongólia